# إيفيدايو أوموسويي
إيفيدايو أولوسيغون باتريك أوموسويي (14 يناير 1991) لاعب كرة قدم نيجيري من دون نادي حاليا ويجيد اللعب في في مركز المهاجم.

## الإنجازات
- الدرجة الأولى (1): 2016
- كأس ملك البحرين (1): 2015

## روابط خارجية
- إيفيدايو أوموسويي على موقع قاعدة بيانات كرة القدم.إي يو (الإنجليزية)
- إيفيدايو أوموسويي على موقع Soccerway.com (الإنجليزية)
- إيفيدايو أوموسويي على موقع عالم كرة القدم.نت (الإنجليزية)